# Marianne Cornet
Marianne Cornet, ook bekend als SoulSister (Paramaribo, 16 april 1971), is een Surinaamse zangeres, actrice en songwriter.

## Biografie
Cornet komt uit een muzikale familie: onder andere haar vader James en zuster Claire zijn artiesten. Ze vertrok in 1972 met haar ouders en zus naar Nederland en keerde in 1984 terug naar Suriname.
Haar carrière begon toen ze in 1989 op 18-jarige leeftijd de SRS Talentenjacht won. In 1993 schreef ze enkele nummers die, toen op cassette uitgebracht, op de radio werden gedraaid. Tevens werd ze dat jaar ontdekt door een Surinaamse soulartiest en opgenomen in de groep van oudere soulartiesten die shows met klassiekers gaven in het theater Thalia, georganiseerd door Yvonne Linger. In 1994 was zij medeoprichter van de soulzanggroep Tour Entertainment. Daarnaast schreef ze liedjes, waaronder Fa yu ati e naki gezongen door Claire Cornet, African warrior dat in de finale van SuriPop werd gezongen door Marjorie Creton en een lied waarmee zij furore maakte tijdens Suripop, het welbekende Suriname, ik kan jou niet loslaten. Tijdens het Caribische festival Carifesta VIII won zij de themesongcompetitie met A Carifesta Celebration.
Als actrice speelde ze in enkele theaterstukken (onder andere Onder vrouwen over mannen en Fri yeye), een musical (Na bigi du), een film (Lost in Hustle) en een muzikale Surinaams-Nederlandse film (Miss Sing Song). Ook had zij de hoofdrol in de  reclamespots voor Lucky Store en de Lucky Lucy Show. Ze schreef het filmscript voor No nak mi (l-Write) en coregisseerde de film Sundel bolong Suriname.
In 2014 bracht ze eerder werk van haar opnieuw uit op het album A woman's love en in 2015 kwam ze met een cd met nieuw werk, MC the album.

## Theater en film

### Actrice
- Na bigi du, musical van Thea Doelwijt
- Onder vrouwen over mannen en Onder mannen over vrouwen, theaterstukken van Helen Kamperveen en Bodil de la Parra
- Lost in Hustle, in de rol van Ronica, film van Chabi Ibidon
- Fri yeye (slavenverhaal), theaterstuk van Celestine Raalte

### Scriptschrijfster
- No nak mi (l-Write)

### Regisseuse
- Sundel bolong Suriname